# کی استار
کی استار (انگلیسی: Kay Starr؛ زادهٔ ۲۱ ژوئیهٔ ۱۹۲۲) یک موسیقی‌دان اهل ایالات متحده آمریکا است. وی از سال ۱۹۳۹ میلادی تاکنون مشغول فعالیت بوده‌است.